# Castillo de Tamarit
El castillo de Tamarit, de estilo románico, está situado sobre un promontorio a orillas del mar Mediterráneo en el término municipal de Tarragona (España). Es un espacio privado donde se organizan eventos, no se ofrecen visitas guiadas y no está abierto al público. Está rodeado del antiguo núcleo medieval de Tamarit, que formaba una pequeña aldea en torno al castillo del que queda muy poco. La muralla se abría por cuatro puertas, de las cuales se conservan dos, la de la Mora y la de la Cruz.
Es Bien de Interés Cultural desde 1988.

## Historia
La construcción del castillo data del siglo XI y pertenecía a condado de Barcelona y fue transferido a la  Casa de Claramunt, señores del Castillo de Claramunt que mantuvieron esta señoría hasta el siglo XIII. Los señores de Claramunt, concretamente Bernardo Amat de Claramunt, fue el primer  vizconde de Tarragona, señor de Tamarit (que reconquistó), Ullastret, Altafulla y de la Riera de Gaia. Todos ellos títulos y señoríos otorgados por Ramón Berenguer I, conde de Barcelona.
En el siglo XIV, época en la que se construyó la muralla, pasó a manos del arzobispado de Tarragona, que conservó hasta el siglo XIX, aunque en el siglo XVII tuvo que compartir el señorío con la familia Montserrat, cuando en 1681 Carlos II concede a Francisco de Montserrat el título de primer marqués de Tamarit. Fue gobernador de Tarragona, señor de Montoliu y de la baronía de Altafulla. En esta época se reconstruyó la muralla y se construyó la torre principal logrando la estructura actual. En 1916, el arzobispo de Tarragona vendió el lugar al magnate norteamericano Charles Deering, que hizo una restauración de tipo romántico a cargo de Ramón Casas y Joan Ruiz. Se conservan elementos románicos y góticos.  En 1992, los Deering (que poseen un museo en Miami) vendieron la propiedad a la catalana Sociedad Inmobiliaria Betren, S.A.
Durante la Guerra Civil, una banda de la FAI pretendió quemar la iglesia y su espléndido retablo barroco, como hicieron con la de Altafulla y muchas otras, pero alguien les alertó de que el propietario era el norteamericano Charles Deering, mecenas de Ramón Casas y Santiago Rusiñol, además de fundador en 1910 del Museo Maricel, en Sitges. Con esto, la brigada anarquista desistió de su incendiario propósito.
El castillo se halla en la cuenca del Gaià, donde durante la Reconquista se levantó una cuarentena de fortificaciones y castillos (el más antiguo el de Santa Coloma de Queralt, del siglo X).  El de Tamarit tenía por función defender la costa de piratas berberiscos y otomanos.  En el siglo XIV, sus propietarios elevaron la muralla que rodea la fortificación y la antigua villa.  Además de la  iglesia y su notable retablo, el castillo conserva una importante colección de muebles antiguos.  La Sociedad Inmobiliaria Betren lo utiliza para conciertos y bodas.